# Walt Disney Records
Walt Disney Records — звукозаписний лейбл компанії Disney. Walt Disney Records є сім'єю музичних лейблів, що належать компанії Walt Disney. Знаходиться у Бербанці.

## Історія
Walt Disney Records були сформовані в 1956 році як Disneyland Records. До цього часу діснеївські записи ліцензувалися цілим рядом інших лейблів, таких як RCA, Decca, Capitol, і ABC-Paramount. Брат Уолта Діснея Рой О. Дісней запропонував, щоб Walt Disney Productions (нині Walt Disney Company) організували свій власний лейбл. Рой доручив старому співробітнику компанії Джиммі Джонсону очолити цей новий підрозділ — Disneyland Records.
Лейбл прийняв нинішню назву в 1989 році.
Джиммі Джонсон запросив Тутті Камароту (відомого музиканта і засновника легендарних Sunset Sound Recorders в Голлівуді), щоб очолити творчий початок цього нового підприємства. Досвід і майстерність Тутті перетворили первинні розробки лейбла в повноформатні музичні альбоми, у тому числі джазові інтерпретації диснеївських стандартів («Білосніжка і сім гномів», «Бембі», і «Попелюшка») та альбоми з оригінальною музичною концепцією, і розширив формат саундтреків шляхом включення обраних частин з партитури, а також відомих пісень. Робота Тутті в рамках музичної індустрії привела до успіху таких виконавців, як Мері Мартін, Луї Армстронг, Луї Прима, Джеррі Колона і Філ Харріс.
У пошуках відповідного матеріалу для Аннет, Тутті і його команда виявили пісні дуету Річарда М. Шермана і Роберта Б. Шермана, почувши одну з їхніх пісень на радіо. Дует був прийнятий в студію Діснея в місті Бюрбанк, де вони в кінцевому підсумку стали першими авторами пісень для компанії Disney. Вони не тільки написали багато пісень для Аннет, але були також відповідальні за більшість знакових пісень Діснея 1960-х років і пізніше — «It's a Small World» і «Tiki Tiki Tiki Room» для тематичних парків, а також пісень з «Мері Поппінс», «Книги джунглів», «Безліч пригод Вінні-Пуха».
У 1989 році Діснейленд лейбл був перейменований на сучасну назву Walt Disney Records.
Сьогодні вибір продуктів Walt Disney Records варіюється від традиційних альбомів і саундтреків до аудіокниг і караоке-альбомів. Walt Disney Records випускає музику для фільмів Walt Disney Pictures, для оригінальних фільмів Disney Channel, а також для вистав Disney.

## Артисти лейблу

### Нинішні
- Дав Камерон
- Чайна Енн Макклейн

### Колишні
- Демі Ловато
- Крістіна Агілера
- Колбі Кейлатт
- The Cheetah Girls
- Кріста Коллінз
- Філ Коллінз
- Біллі Рей Сайрус
- Майлі Сайрус, як Ханна Монтана
- Лана Дель Рей
- The Doodlebops
- Гіларі Дафф
- Селена Гомес
- Олівія Голт
- Ванесса Гадженс
- Johnny and the Sprites
- Jonas Brothers
- Коко Джонс
- KSM
- Росс Лінч
- Лаура Марано
- Бріджит Мендлер
- Мітчелл Муссо
- Емілі Осмент
- Рейвен-Сімоне
- ZZ Ward
- Деббі Раян
- Дрю Сілі
- Мартіна Стессель
- Ешлі Тісдейл
- Зак Ефрон

## Сублейбли
- Hollywood Records